# Ругозерская волость
Ругозе́рская во́лость — историческая административно-территориальная единица (волость) в составе Повенецкого уезда Олонецкой губернии Российской Империи и РСФСР. Волость состояла из 30 населённых пунктов.
Волостное правление располагалось в селении Ругозеро.
Упразднена в 1927 году.
В настоящее время территория Ругозерской волости относится в основном к Муезерскому району Республики Карелия.

## География
Самым удалённым от волостного правления поселением было Крест-наволок (160 вёрст).

## История
Постановлением Временного правительства Северной области 3 марта 1919 г. Ругозерская волость от Повенецкого уезда Олонецкой губернии была присоединена к Северной области и включена в состав Кемского уезда Мурманского края. 28 апреля 1919 г. волость возвращена в состав Повенецкого уезда Олонецкой губернии.
Постановлением ВЦИК и СНК РСФСР от 4 августа 1920 года в населённых карелами местностях Олонецкой и Архангельской губерний была образована Карельская трудовая коммуна и волость вошла в состав Карельской трудовой коммуны. В 1923 году волость вошла в состав образованной Автономной Карельской ССР.
В ходе реформы административно-территориального деления СССР в 1927 году волость была упразднена.

## Состав

### Сельские общества
В состав волости входили следующие сельские общества, включающие 30 деревень:
- Кимас-озерское общество
- Коргубское общество
- Ругозерское общество

### Насёленные пункты
| Кимас-озерское общество                  |       |         |       |              |
| Поселение                                | Семей | Человек | До ВП | Школа        |
| Кимас-озеро при озере Кимас-озере        | 21    | 121     | 98    | Есть         |
| Карповская сторона при озере Кимас-озере | 13    | 65      | 98    | В 2 верстах  |
| Фомин-остров при озере Кимас-озере       | 6     | 36      | 101   | В 3 верстах  |
| Ногеукса при озере Нюккозере             | 17    | 128     | 108   | В 10 верстах |
| Терва-губа при озере Терва-Лексе         | 1     | 11      | 101   | В 3 верстах  |
| Лувозеро при озере Лувозере              | 13    | 74      | 124   | Есть         |
| Лижма-губа при озере Каменном            | 2     | 6       | 143   | В 15 верстах |
| Бык-наволок при озере Каменном           | 3     | 12      | 150   | В 25 верстах |
| Крест-наволок при озере Каменном         | 2     | 11      | 160   | В 32 верстах |
| Минозеро при озере Минозере              | 16    | 84      | 153   | В 25 верстах |
| Итого                                    | 94    | 548     |       | 2            |

| Коргубское общество               |       |         |       |              |
| Поселение                         | Семей | Человек | До ВП | Школа        |
| Кузнаволок при озере Ельмозере    | 24    | 145     | 56    | Есть         |
| Коргуба при озере Коргубе         | 31    | 192     | 41    | Есть         |
| Щука-гора при озере Унос-озере    | 2     | 7       | 49    | В 8 верстах  |
| Ондозеро при озере Ондозере       | 45    | 254     | 33    | Есть         |
| Кирас-озеро при озере Кирас-озере | 8     | 43      | 81    | В 40 верстах |
| Евжезеро при озере Евжезере       | 1     | 13      | 33    | В 18 верстах |
| Итого                             | 111   | 654     |       | 3            |

| Ругозерское общество            |       |         |       |              |
| Поселение                       | Семей | Человек | До ВП | Школа        |
| Ругозеро при озере Ругозере     | 218   | 604     | 0     | Есть         |
| Малая Тикша при Малой тикше     | 4     | 25      | 28    | В 6 верстах  |
| Большая Тикша при Большой тикше | 6     | 45      | 28    | В 6 верстах  |
| Новинка при реке Новинке        | 2     | 17      | 31    | В 9 верстах  |
| Мергуба при реке Мергубе        | 8     | 43      | 36    | В 5 верстах  |
| Андронова-гора при реке Кеме    | 8     | 57      | 41    | Есть         |
| Еловая-гора при озере Чегозере  | 4     | 30      | 35    | В 4 верстах  |
| Иванова-гора при озере Куолунги | 2     | 8       | 38    | В 4 верстах  |
| Марья-гора при озере Боярском   | 4     | 27      | 43    | В 10 верстах |
| Тикшезеро при озере Тикшезере   | 5     | 27      | 65    | В 37 верстах |
| Большое озеро при озере Большом | 9     | 52      | 80    | В 33 верстах |
| Челмозеро при озере Челмозере   | 4     | 16      | 65    | В 33 верстах |
| Ледмозеро при озере Ледмозере   | 6     | 30      | 75    | В 43 верстах |
| Бабья-губа при озере Ледмозере  | 7     | 46      | 78    | В 46 верстах |
| Итого                           | 287   | 1027    |       | 2            |

## Население
На 1890 год численность населения волости составляла 2475 человек.
На 1905 год численность населения составляла 2229 человек. Из них мужчин 1044, женщин 1185. Крестьян среди них 2202 (1030 муж / 1172 жен), некрестьянского населения 2202 (14 муж / 13 жен). В среднем на каждый крестьянский дом (семью) приходилось по 6 (4,5) человек. Самое многочисленное селение — Ругозеро (604 жителя), самое малолюдное — Лижма-губа (6 жителей)..

## Инфраструктура
Основа экономики — сельское хозяйство. На 1905 год в волости насчитывалось 307 лошадей, 659 коров и 714 голов прочего скота.
В волости в 1905 году было 7 школ в селениях Кимас-озеро, Лувозеро, Кузнаволок, Коргуба, Ондозеро, Ругозеро и Андронова-гора. В среднем на 318 человек приходилась 1 школа. Дальше всего до школы было добираться из селения Бабья-губа (46 вёрст). В пределах пяти вёрст от ближайшей школы находилось 12 поселений общей численностью 1597 жителей (71,65 %)..